# Hegumen
Der Hegumen (auch Igumen oder Hegumenos) ist der Klostervorsteher im Kloster der Orthodoxen Kirchen. Der Begriff leitet sich aus altgriechisch hēgoúmenos (ἡγούμενος, „Führer“, „Leiter“) her. Im Neugriechischen lautet er Igoumenos. Im Bulgarischen, Mazedonischen, Russischen und im Ukrainischen wird der Hegumen als Igumen bezeichnet, im Rumänischen als Egumen, im Georgischen als Iğumeni, und im Serbischen als Iguman.
Die weibliche Form wäre Hegumene (entsprechend transkribiert als Igoumeni).